# يان كوستن فاجنر
يان كوستن فاجنر Jan Costin Wagner (ولد في مدينة لانجن في ولاية هسن في 13 أكتوبر 1972) هو مؤلف روايات بوليسية ألماني.

## حياته
درس يان كوستن فاجنر فقه اللغة الألمانية والتاريخ في جامعة فرانكفورت, وحصل على درجة الماجستير عن دراسة عن أدالبرت شتيفتر. ثم عمل محررا صحفيا في صحيفة أوفنباخ بوست Offenbach-Post. وهو يقيم الآن في مدينة أوفنباخ الواقعة على نهر الراين.
نشر يان كوستن فاجنر حتى الآن ثلاث روايات بوليسية, لاقت نجاحا كبيرا بين القراء والنقاد على حد سواء.
وقد حصل في عام 2002 على جائزة مارلوفه Marlowe-Preis.

## أعماله
- رحلة ليلية 2002
- قمر ثلجي 2003
- يوم الظلال 2005

## روابط خارجية
- يان كوستن فاجنر على موقع IMDb (الإنجليزية)
- يان كوستن فاجنر على موقع مونزينجر (الألمانية)
- يان كوستن فاجنر على موقع ألو سيني (الفرنسية)
- يان كوستن فاجنر على موقع ميوزك برينز (الإنجليزية)
- يان كوستن فاجنر على موقع قاعدة بيانات الفيلم (الإنجليزية)
- يان كوستن فاجنر على موقع كينوبويسك (الروسية)